# دوغ لينتون
دوغ لينتون (بالإنجليزية: Doug Linton)‏ هو لاعب كرة قاعدة أمريكي، ولد في 9 فبراير 1965 في سانتا آنا في الولايات المتحدة.

## وصلات خارجية
- دوغ لينتون على موقعبيزبول رفرنس.كوم (الدوري الرئيسي) (الإنجليزية)
- دوغ لينتون على موقعبيزبول رفرنس.كوم (الدوري الثانوي) (الإنجليزية)